# Municipio de Oliver (condado de Jefferson)
El municipio de Oliver (en inglés: Oliver Township) es un municipio ubicado en el condado de Jefferson en el estado estadounidense de Pensilvania. En el año 2000 tenía una población de 1.129 habitantes y una densidad poblacional de 14.3 personas por km².

## Geografía
El municipio de Oliver se encuentra ubicado en las coordenadas 41°01′19″N 79°03′55″O / 41.02194, -79.06528.

## Demografía
Según la Oficina del Censo en 2000 los ingresos medios por hogar en la localidad eran de $32,125 y los ingresos medios por familia eran de $38,309. Los hombres tenían unos ingresos medios de $27,500 frente a los $20,114 para las mujeres. La renta per cápita de la localidad era de $15,308. Alrededor del 7,2% de la población estaba por debajo del umbral de pobreza.